# Stig Guldberg (født i 1953)
Stig Guldberg (født 7. oktober 1953 i Skive) er en dansk forfatter, konsulent og filminstruktør. Han debuterede som instruktør med dokumentarfilmen En gryde til min kone - Designeren Jens Quistgaard, der havde premiere 2010 på ARoS Aarhus Kunstmuseum. I 2018 fulgte De originale, der blev optaget over syv år og har forfatteren og idehistorikeren Lars Morell som den uortodokse hovedkarakter. Filmen vistes på dokumentarfilmfestivalen CPH:DOX samt på TV2 Danmark, Sveriges SVT2 og ARoS Aarhus Kunstmuseum samme år. Den blev nomineret til TV Prisen 2019 i kategorien Bedste Dokumentar og efterfølgende vist ved særforestilling på Nordische Botschaften, Den kgl. danske ambassade i Berlin. På Dublin Independent Film Festival 2019 blev den nomineret i kategorien Best Feature Documentary. For sit arbejde med filmen modtog Stig Guldberg i 2018 Leo Kjærgaard Prisen.
Stig Guldberg har sideløbende beskæftiget sig med formidling og udstilling af dansk design, særligt med fokus på formgiveren Jens Quistgaard, som han også har publiceret flere artikler om  samt monografien Jens Quistgaard: The Sculpting Designer på forlaget Phaidon Press i 2023.
Stig Guldberg var ekstern kurator for udstillingerne Jens Quistgaard, Billedhugger og formgiver, Danmarks Nationalbank 2006, DANSK – designeren Jens Quistgaard, HEART – Herning Museum of Contemporary Art, 2015-2016 og Jens Quistgaard: Around the Table, 3 Days of Design, Form Portfolios, København i juni 2024.
 Han har desuden bidraget til udstillingerne Børge Mogensen 100 år, Trapholt 2014, Much More Than One Good Chair. Design & Gesellschaft in Dänemark, Nordische Botschaften, Berlin 2017, WYETH the art of timeless design, Exhibition and auction Sotheby’s New York 2017 og Einfach Gut. Design aus Dänemark, Wilhelm Wagenfeld House, Bremen, 2018-2019. 
Stig Guldberg er student fra Skive Gymnasium 1972. Efter studier i Idéhistorie og Nordisk sprog og litteratur på Aarhus Universitet har han arbejdet med undervisning, ledelse og pædagogisk udvikling i gymnasie- og erhvervsuddannelserne, fra 1987-2004 i Undervisningsministeriet som fagkonsulent for musiske fag, design og dansk. Har i den rolle stået bag adskillige udviklingsprojekter, publikationer og undervisningsfilm.

Fra 1998 til 2014 adjunkt og lektor ved Danmarks Erhvervspædagogiske Læreruddannelse og Professionshøjskolen Metropol (nu Københavns Professionshøjskole), herefter selvstændig.